# Johann Philipp Chelius

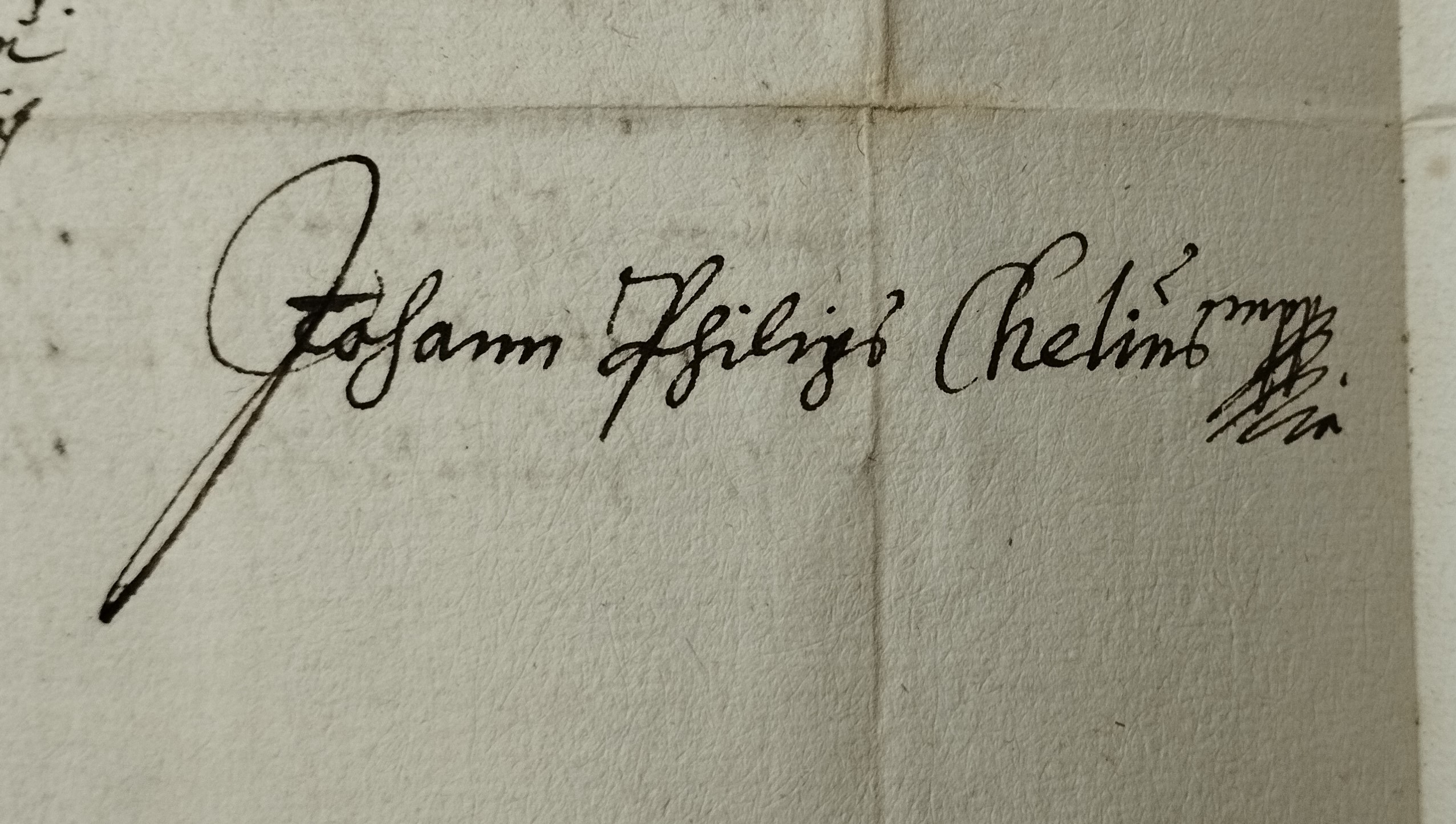
Unterschrift des Johann Philipp Chelius (Hessisches Staatsarchiv Marburg HStAM, 106 a, in 8/62)

Johann Philipp Chelius (* 1610 in Ober-Widdersheim; † Oktober 1683 in Wetzlar) war ein Wetzlarer Stadt- und Geschichtsschreiber.

## Leben
Chelius stammte aus einer evangelischen Pfarrer- und Beamtenfamilie, die ihren Stammsitz im wetterauischen Ober-Widdersheim hatte.
Chelius war der zweitgeborene Sohn des Pfarrers Balthasar Chelius und seiner Frau Susanne geborene Vietor. Neben ihm sind noch sein älterer Bruder Johann Jeremias und seine beiden jüngeren Brüder Johann Hermann und Georg Daniel Chelius belegt.
Ab dem Jahr 1625 besuchte er das Marburger Pädagogium, anschließend studierte er bis 1631 Rechtswissenschaften als Stipendiat an der dortigen Universität. Einen Abschluss kann ihm nicht nachgewiesen werden.
Am 27. April 1637 heiratete er die vier Jahre ältere Witwe Katharina Greiß, geborene Schmaltz, mit der er acht Kinder hatte, sechs Söhne und zwei Töchter. Zwei weitere Töchter stammten aus der Ehe mit der Witwe Katharina Haye geborene Stenningkens, die er 1666, vier Jahre nach dem Tod seiner ersten Frau, einging.
Das Amt des Wetzlarer Stadtschreibers und Syndikus übernahm er 1637 nach dem Tod seines Vorgängers Dr. Georg Kellers im Jahr 1636. Bis 1681 teilte er sich das Amt mit Dr. Johann Seipp (1614–1681), nach dessen Tod mit dessen Sohn Dr. Johann David Seipp (1652–1729).
Chelius übte das Amt bis zu seinem Tod vorwiegend alleine aus. Vertreten wurde er einmalig durch einen Mann Namens Ritter während seines Aufenthalts in Wien und Preßburg.
Chelius starb 1683 und wurde am 14. Oktober 1683 beigesetzt.

## Reisen
Zu Chelius Aufgaben als Stadtschreiber gehörte auch eine diplomatische Tätigkeit. In dieser Funktion unternahm er einige Reisen:
- 1641 – Reise nach Friedberg und Frankfurt wegen Wetzlarer Unruhen
- 1646/1647 – Reise nach Wien und Preßburg
- 1649 – Friedensexekutionstag in Nürnberg
- 1657/1659 – Verhandlungen mit dem Frankfurter Rat über Schulden Wetzlars
- 1675 – Reise mit Johann Willhelm Verdrieß und Wetzlarer Franziskanerpraeses zu lothringischen Truppen in der Wetterau.[10]

## Wirken/Werke
Die größte Bedeutung für die Wetzlarer Geschichtsschreibung hat das 1664 durch Chelius veröffentlichte Werk Kurtze Beschreibung der Stadt Wetzlar. Es handelt sich dabei um eine erweiterte und übersetzte Ausgabe einer lateinischen Rede seines Sohnes Johann Daniel, die dieser an der  Universität Gießen hielt. Johann Philipp Chelius war vermutlich bereits an der Entstehung der Rede beteiligt.
Zudem schrieb er einen Sermon zur Huldigung Kaisers Leopold am 29. August 1661 durch die freie Reichsstadt Wetzlar.